# Color Me Badd
Color Me Badd fue un grupo vocal de Oklahoma City, Oklahoma, Estados Unidos, con éxito a inicios de los años noventa.

## Biografía
Fueron descubiertos por Robert Bell del grupo Kool & The Gang. El grupo se especializaba en interpretar una mezcla de pop y hip hop junto a armonías vocales y pequeñas estrofas de rap. Esto se mezclaba con una imagen a lo New Kids on the Block. Sus miembros eran Bryan Abrams (nacido el 16 de noviembre de 1969), Mark Calderon (nacido el 27 de septiembre de 1970), Kevin Thornton (nacido el 17 de junio de 1969) y Sam Watters (nacido el 23 de julio de 1970).

### El éxito
Con su álbum debut llamado C.M.B. tuvieron 5 sencillos de éxito entre 1991 y 1992, los cuales fueron:
- "I Wanna Sex You Up" (Puesto 2)
- "I Adore Mi Amor" (Puesto 1)
- "All 4 Love" (Puesto 1)
- "Thinkin Back" (Puesto 16)
- "Slow Motion" (Puesto 18)

"I Wanna Sex You Up" estuvo adicionalmente en la banda sonora de New Jack City y también fue número 1 en listas británicas. El álbum vendió más de 6 millones de copias a nivel mundial, y fue certificado triple platino en Estados Unidos por la RIAA.
Color Me Badd cantó en el año 1991 en el Smash Hits Poll Winners Awards y ganó el premio a Mejor Nuevo Grupo. En enero de 1992 ganaron el premio a Sencillo favorito de Soul/R&B en los American Music Awards y en marzo de ese mismo año ganaron los premios a mejor sencillo R&B / Soul, y canción del año en los premios Soul Train.
En octubre de 1992, lanzan Young, Gifted & Badd: The Remixes que contenía remezclas de sus éxitos del disco anterior y canciones nuevas como "Forever Love" que llegó al puesto 15 y que pertenece a la banda sonora de Mo' Money. El álbum apenas llegó al puesto 189 en listas.
Su tercer álbum llamado Time & Chance salió al mercado en noviembre de 1993 con 19 canciones y la aportación de David Foster, Jimmy Jam y Terry Lewis y un sonido más funky. El álbum no contó con la suerte necesaria y solo llegó al puesto 56 vendiendo medio millón de copias en Estados Unidos y un millón a nivel mundial. El motivo principal de dicha situación se debió a la entrada en la industria de grupos como Nirvana y Pearl Jam.
El sencillo "Time & Chance" llegó hasta el puesto 23 al igual que "Choose".

### Caída
En 1996 lanzan un cuarto álbum llamado Now & Forever con la producción de gente de la talla de Narada Michael Walden, Babyface, Jon B, y Boyz II Men. El álbum llegó a ser categoría platino en ventas y tuvo buena recepción por parte de la crítica y el sencillo "The Earth, The Sun, The Rain" llegó al puesto 21 manteniéndose en listas por 19 semanas. El segundo sencillo llamado "Sexual Capacity" apareció en la banda sonora de la película de Demi Moore Striptease.
Un quinto álbum llamado Awakening salió en 1998, no llegó al nivel de los discos anteriores y fue disco de oro en ventas.

### La ruptura
Después de que Giant Records decidiera no renovar su contrato, Color Me Badd se desintegró en mayo de 2000 coincidiendo con el lanzamiento del álbum The Best Of Color Me Badd. A partir de ese momento Sam Watters comenzó una carrera como productor siendo exitoso años después con Jessica Simpson. Watters se casó con la cantante Tamyra Gray en el 2006. Kevin Thornton lanzó un álbum en donde mezclaba hip hop con góspel y soul. Mark Calderon vive en Cincinnati, Ohio y trabaja para una compañía local de seguros. En octubre de 2006 se anunció que Bryan Abrams participaría en un reality de la cadena VH1 llamado Man Band.

## Discografía

### Álbumes de estudio
- C.M.B. (Giant, 1991)(5x Platino)
- Young, Gifted & Badd: The Remixes (Giant, 1992)
- Time and Chance (Giant, 1993)(Platino)
- Now and Forever (Giant, 1996)(Platino)
- Awakening (Epic, 1998)(Oro)
- The Best of Color Me Badd (Giant, 2000)

## Sencillos
| Año  | Canción                        | US Hot 100 | US R&B | UK singles | Álbum                |
| ---- | ------------------------------ | ---------- | ------ | ---------- | -------------------- |
| 1991 | "I Wanna Sex You Up"           | 2          | 1      | 1          | C.M.B.               |
| 1991 | "I Adore Mi Amor"              | 1          | 1      | 44         | C.M.B.               |
| 1991 | "All 4 Love"                   | 1          | -      | 5          | C.M.B.               |
| 1991 | "Color Me Badd"                | -          | 56     | -          | C.M.B.               |
| 1992 | "Thinkin' Back"                | 16         | 31     | -          | C.M.B.               |
| 1992 | "Slow Motion"                  | 18         | -      | -          | C.M.B.               |
| 1992 | "Heartbreaker"                 | -          | -      | 58         | C.M.B.               |
| 1992 | "Forever Love"                 | 15         | -      | -          | Young, Gifted & Badd |
| 1993 | "Time And Chance"              | 24         | 9      | 62         | Time and Chance      |
| 1994 | "Choose"                       | 23         | -      | 65         | Time and Chance      |
| 1994 | "The Bells"                    | -          | 73     | -          | Time and Chance      |
| 1996 | "The Earth, The Sun, The Rain" | 21         | 69     | -          | Now & Forever        |
| 1998 | "Remember When"                | 48         | -      | -          | Awakening            |